# Außenbürgerschaft Barmen
Die Außenbürgerschaft Barmen war im 19. Jahrhundert der ländlichen Außenbezirk der bergischen Stadt Barmen im Kreis Elberfeld des Regierungsbezirks Düsseldorf innerhalb der preußischen Rheinprovinz. Sie wurde ab 1834 in Nachfolge der 1634 gegründeten Barmer Rotten in elf Sektionen eingeteilt. 
Laut der Statistik und Topographie des Regierungsbezirks Düsseldorf von 1832 gehörten zu der Außenbürgerschaft folgende Ortschaften und Wohnplätze: 
- Sektion a: Aue, Auf'm Kothen, Bendahl, Am Christbusch, Fingscheid, In der Mauer, In den Springen (entstanden aus der Auer Rotte nach Abspaltung der Haspeler Rotte)
- Sektion b: Capellen, Domenjan, Lichtenplatz, Lichtenscheid, Marpe (entstanden aus der Höchster Rotte)
- Sektion c: Leimbachscleff, Reuterscleff, Heidt, Sehlhoff (entstanden aus der Clever Rotte, zuletzt in Ober- und Unterclever Rotte unterteilt)
- Sektion d: Bockmühl,  Gehrencleff, Gosenburg, Heckinghausen, Im Busche, In der Hecken, Polsburg (entstanden aus der Heckinghauser Rotte)
- Sektion d: Rittershausen (entstanden aus den Wülfinger Rotten)
- Sektion f: Dickerstraße, Wichlinghausen (entstanden aus der Wichelhauser Rotte)
- Sektion g: Bilten, Klingelholl, Kukuk, Mallacken, Müggenburg, Riescheid, Tütensburg, Westkotten (entstanden aus der Westkotter Rotte)
- Sektion h: Dickten, Flanhard, Hatzfeld, Siepen, Tente  (entstanden aus der Hatzfelder Rotte nach Abspaltung von der Leimbach Rotte)
- Sektion g: Boxleder, Oberste Leimbach, Unterste Leimbach (entstanden aus der Leimbach Rotte)
- Sektion k: Auf'm Rott, Carnap, Schönebeck, Loh (entstanden aus der Loher Rotte)
- Sektion l: Clausen, Ostersbaum, Schnorum, Vor der Hardt, Westen (entstanden aus der Clauser Rotte, später Wester Rotte genannt)